# Medicago sativa

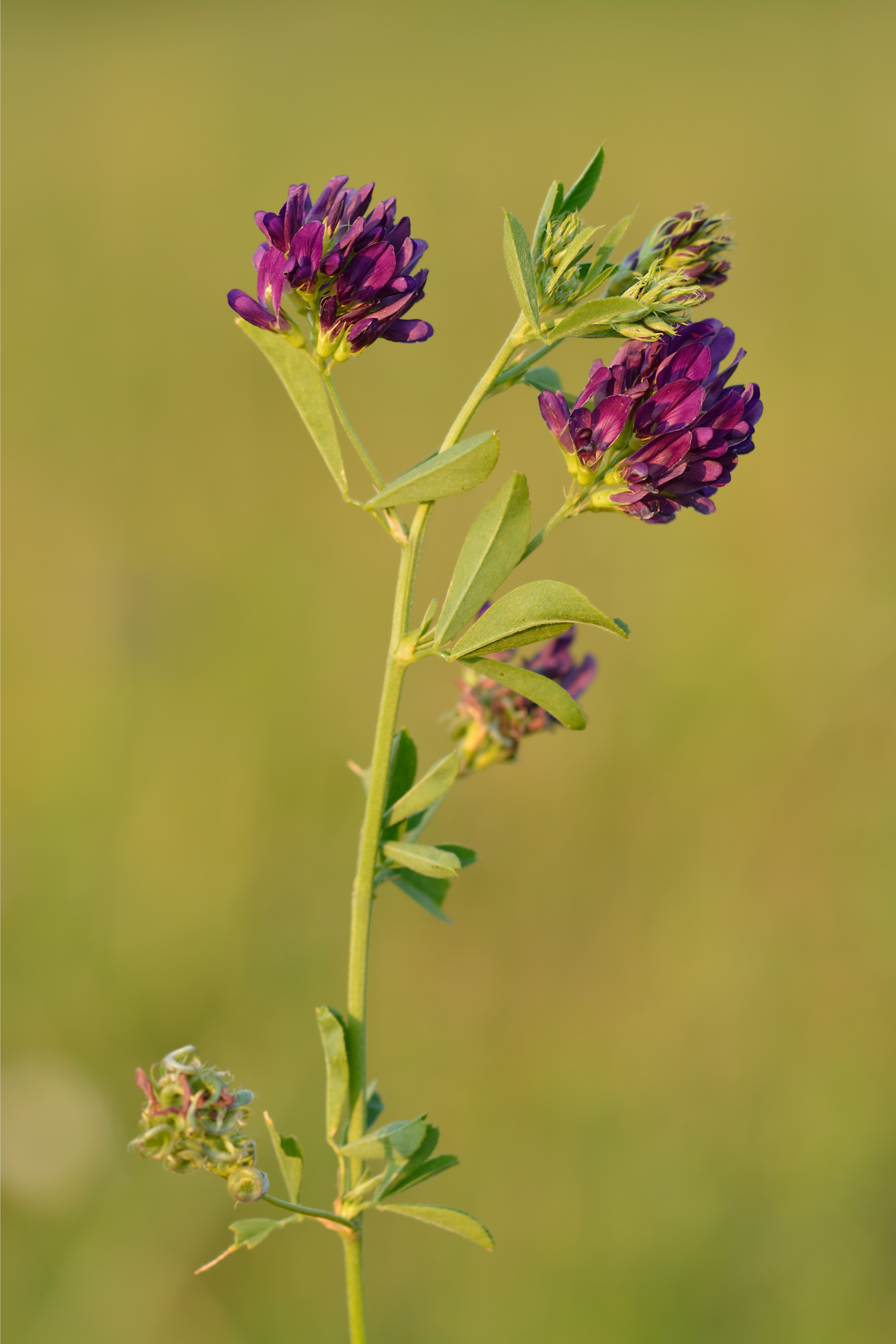
Inflorescencia y hojas trifolioladas.

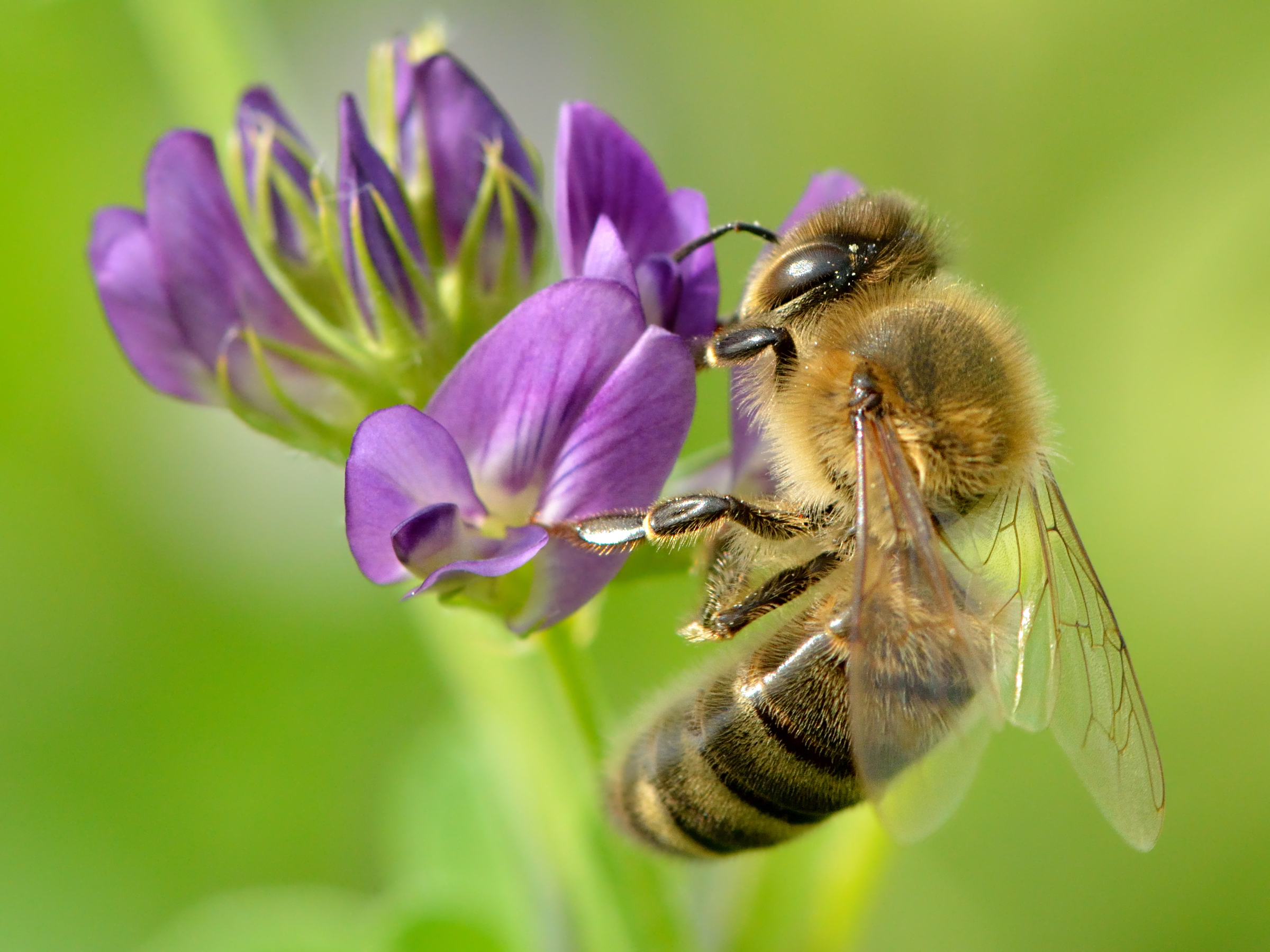

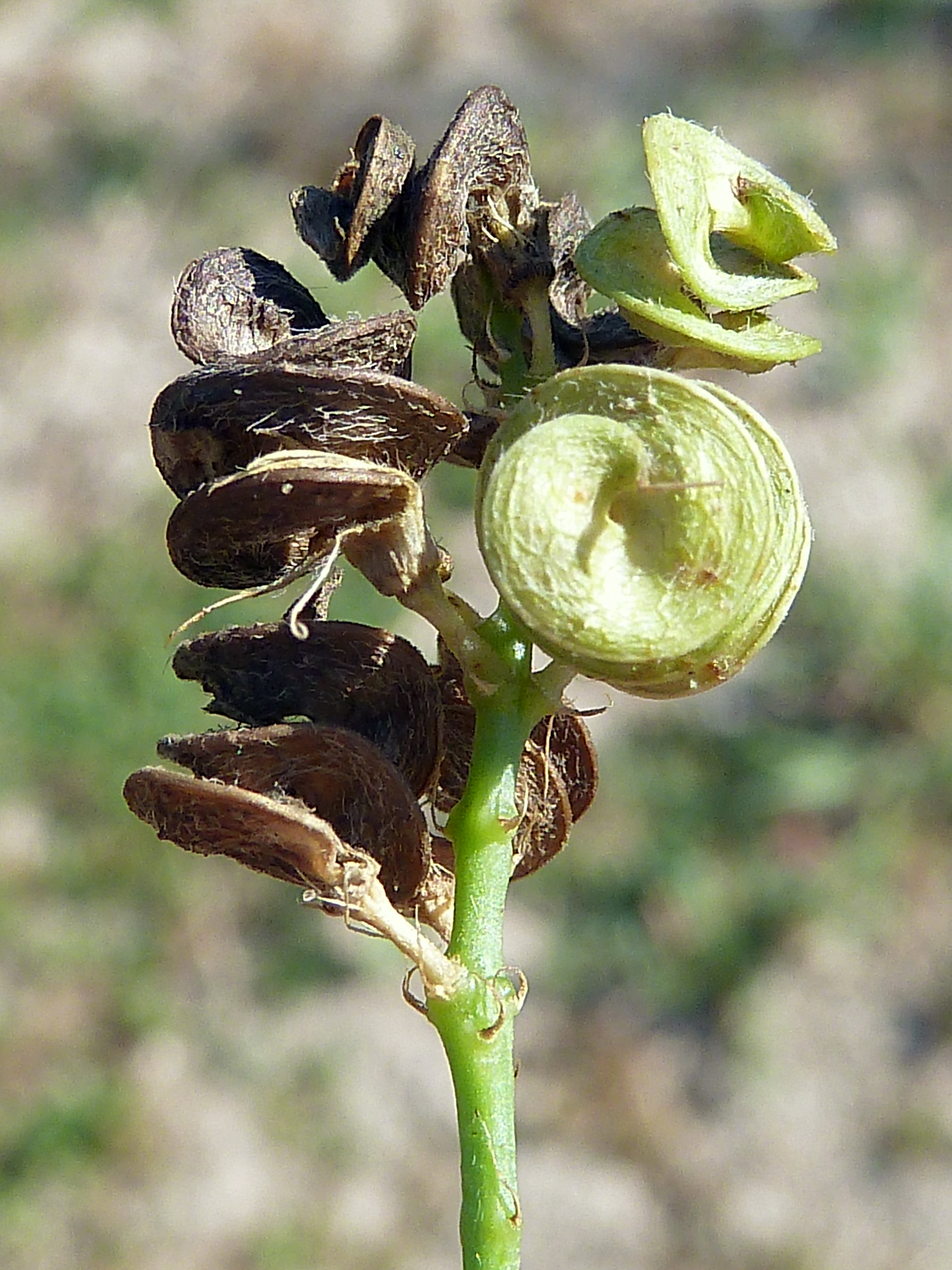
Frutos en hélices apicalmente dextras, maduros e inmaduros.

Medicago sativa es una especie de planta herbácea perteneciente a la familia de las fabáceas o leguminosas. Conocida como mielga, alfalfa o lucerna.

## Descripción
Son hierbas perennifolias, sobre todo rectas a subrectas que alcanzan un tamaño de 30-60 cm de altura, pubescentes a subglabras. Los foliolos de 5-20 mm de largo, 3-10 mm de ancho, obovadas a sublineal, dentados en el ápice, adpreso pubescentes; entera o dentada en la base. Inflorescencia en racimo pedunculado, el pedúnculo mucho más largo que el pecíolo.  Corola de 6-12 mm de largo, violeta pálido lavanda. Las fruta o en una espiral floja de 1-4 giros, glabras a pilosas.

## Usos
Es una planta que se utiliza ampliamente como pasto y con este propósito se cultiva intensivamente en el mundo entero. Tiene un ciclo vital de entre cinco y doce años, dependiendo de la variedad utilizada, así como del clima; en condiciones benignas puede llegar a veinte años. Llega a alcanzar una altura de 1 metro, desarrollando densas agrupaciones de pequeñas flores púrpuras. Sus raíces suelen ser muy profundas, pudiendo medir hasta 4,5 metros. De esta manera, la planta es especialmente resistente a la sequía.
Tiene un genoma tetraploide.
Es una especie que muestra autotoxicidad, por lo que es difícil para su semilla crecer en cultivares de Medicago sativa ya existentes. Así, se recomienda que sus cultivares se roten con otras especies (por ejemplo, maíz o trigo) antes de resembrar.
El Medicago sativa es originaria de Persia y se cree que su primer uso humano fue para alimentar a los caballos de guerra. Igualmente, es familia de las legumbres como las lentejas, las arvejas o los garbanzos.

## Historia
Medicago sativa procede de Persia, donde probablemente fue adoptada para el uso por parte del humano durante la Edad del Bronce para alimentar a los caballos procedentes de Asia Central. Según Plinio el Viejo, se introdujo en Grecia alrededor del 490 a. C., durante la primera guerra médica, posiblemente en forma de semillas llegadas con el pienso de la caballería persa. Pasó a ser un cultivo habitual destinado a la alimentación de los caballos. El humano puede ingerirla como brotes en ensaladas y emparedados.
Como muchas de las leguminosas, sus raíces poseen nódulos que contienen las bacterias Sinorhizobium meliloti, con habilidad de fijar nitrógeno, que producen alimento altoproteico, sin importar el nitrógeno disponible en el suelo. Su habilidad fijadora de nitrógeno (incrementando el N del suelo) y su uso como pienso animal mejora la eficiencia de la agricultura.

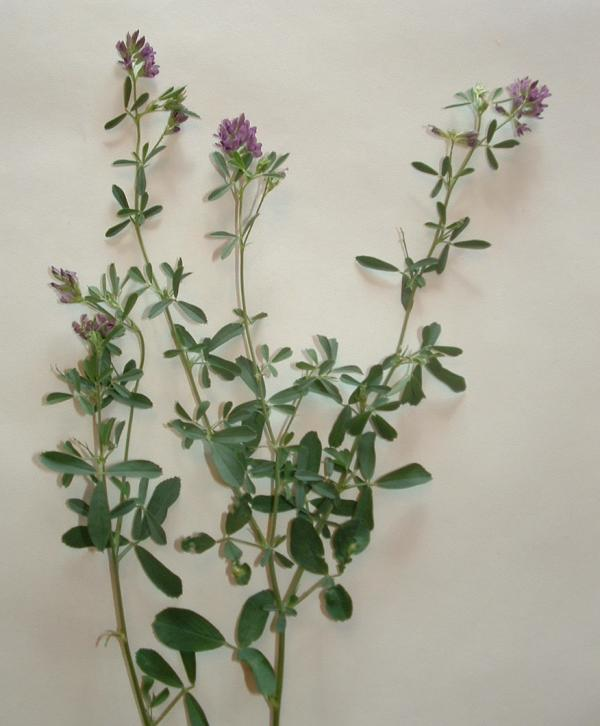
Ilustración

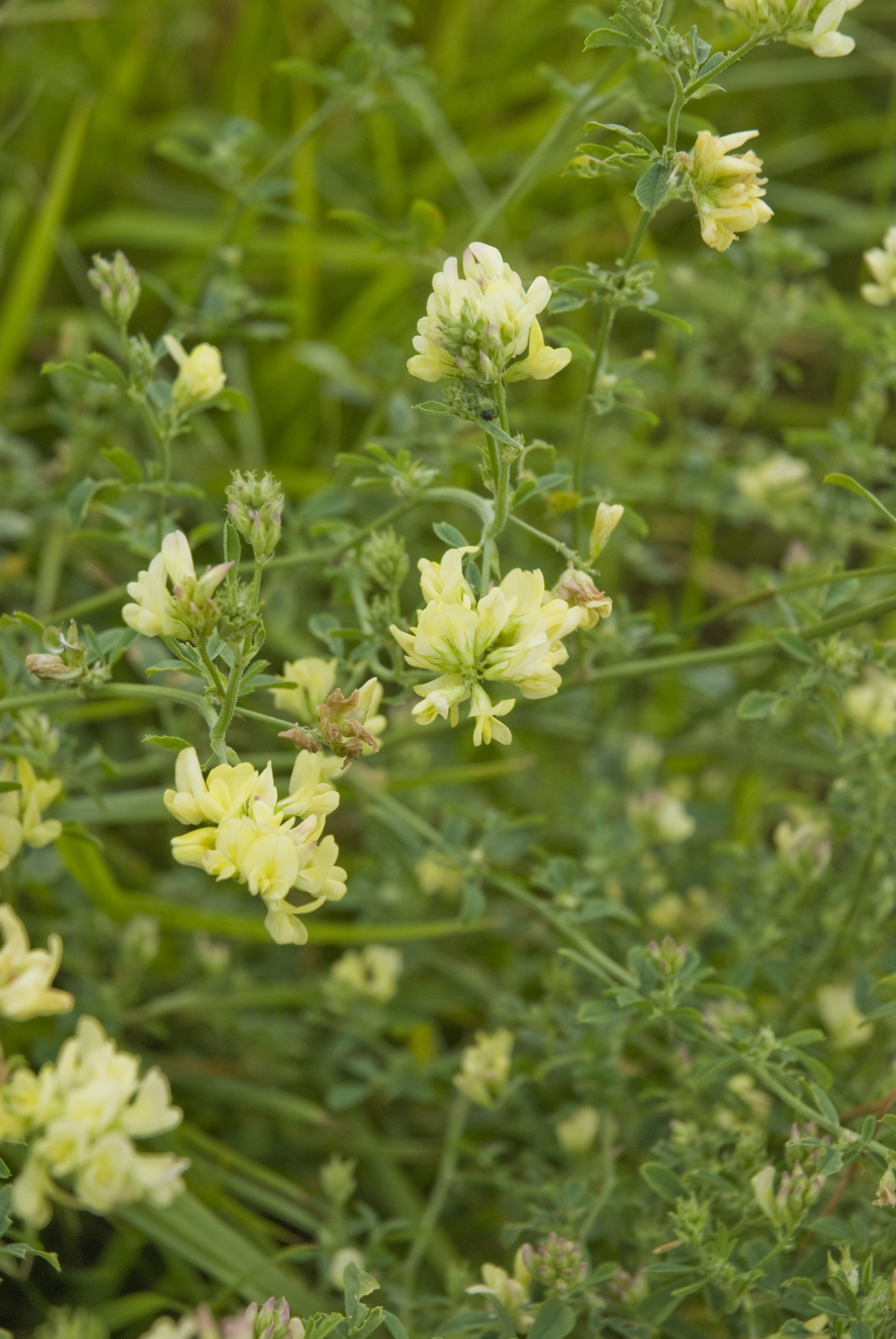
En su hábitat

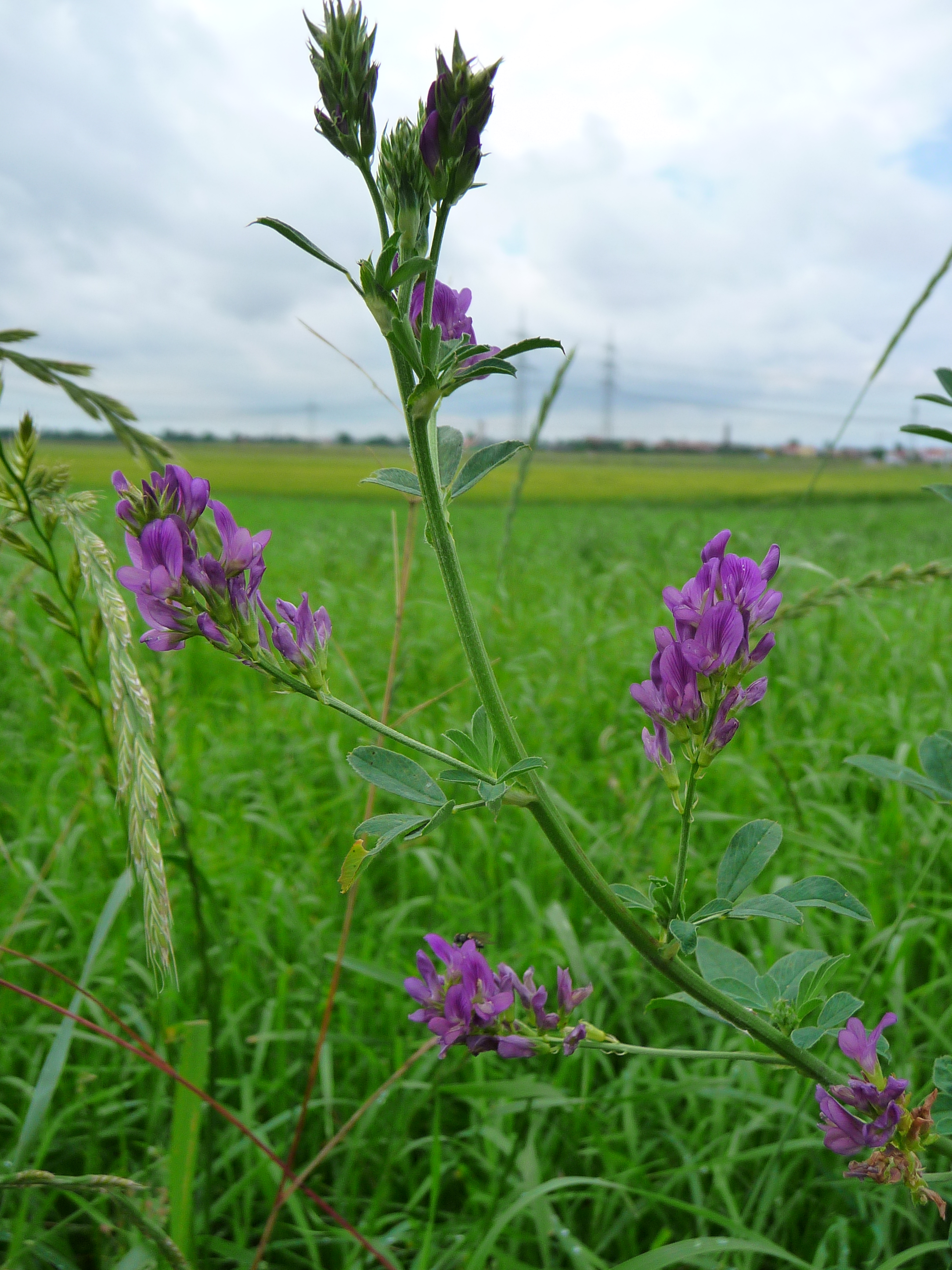
Vista de la planta

## Nutrientes y principios activos
- Sales minerales en especial calcio, potasio, hierro y fósforo.
- Gran cantidad de aminoácidos.
- Betacaroteno y vitaminas C, D, E y K.
- En brotes contiene: Vitamina A, Complejo B, B12, C, D, E, G, K, fósforo y hierro

## Propiedades nutricionales
Se utiliza la hoja. Tiene cualidades nutritivas excepcionales. Contiene más proteínas que la mayor parte de los vegetales. Es también rica en Vitamina A, y minerales derivados. Contiene cantidades poco usuales de Vitamina K (necesaria para coagular la sangre).

## Plagas y enfermedades

### Enfermedades

#### Enfermedades bacterianas
- Marchitez bacteriana (Corynebacterium insidiosum, Mc.Cull): las plantas atacadas presentan síntomas de detención de crecimiento de la punta del tallo, y amarilleamiento al segundo o tercer año del establecimiento.[17] Los brotes tienen hojas pequeñas y las puntas se marchitan en verano cuando hace calor. La sección de las raíces pasa a tener un color marrón claro en el cambium.

No existe tratamiento para combatir la enfermedad, pero se pueden tomar precauciones para mantener la productividad del Medicago sativa como es la fertilización, buen manejo, y efectuar los cortes en las épocas secas, ya que hay que tener en cuenta que la infección tiene lugar a través de heridas y grietas de la planta.

#### Enfermedades producidas porhongos[18][19][20]
- Mal vinoso, podredumbre de la corona (Rhizoctonia solani, Kuhn): enfermedad de mayores daños en el Medicago sativa, siendo difícil de combatir. El síntoma clásico es la aparición en la corona o cuello de una podredumbre. Se expande por encharcamiento y por los daños producidos por el ganado o la maquinaria.

Otras enfermedades producidas por hongos son
- verticilosis (Verticillium albo-atrum, Reinke y Berth);
- podredumbre blanda, Mal del esclerocio (Sclerotinia trifoliorum).

#### Enfermedades de los órganos aéreos
- Viruela de las hojas (Pseudopeziza medicaginis):[21]

Es la enfermedad más frecuente de las partes aéreas de Medicago sativa, similar a la roya. Presenta manchas cloróticas en las hojas jóvenes e inferiores al tener estas mayor humedad. Su tratamiento consiste en aplicar productos fungicidas organocúpricos.
Otras enfermedades aéreas son
- roya de Medicago sativa (Uromyces striatus);
- mildiu de Medicago sativa (Peronospora trifoliorum o Peronospora estivalis, De Bary)
- oidio de Medicago sativa (Erysiphe polygoni, Erysiphe pisi o  Erysiphe martii).
- antracnosis (Colletotrichum trifolii, H.F.Bain).

### Plagas
- La pulguilla de Medicago sativa (Sminthurus viridis L.):

Importante en todo el sur de España. De color verde amarillento y pequeño tamaño. Plaga invernal y de principios de primavera, desaparece con el aumento de la temperatura y la sequía.
- Pulgones (áfidos)[22]

Dentro de este grupo de hemípteros el más importante es el pulgón verde (Acyrtosiphon trifolii T. maculata), son chupadores de savia y de los jugos del parénquima. Para su eliminación es frecuente el uso de insecticidas.
Otras plagas frecuentes en los cultivos de Medicago sativa, son
- chinches de Medicago sativa;
- gardama (Laphigma exigua Hb);
- rosquilla o gusano gris (Prodenia litura, Agrotis segetis);
- palomillas o palometas;
- gusano verde (Phytonomus o Hypera variabilis Hb);
- cuca, negril o gusano negro (Colaspidema atrum, Latr.);
- apiones (Apion spp);
- gorgojos;
- sitonas;
- moscas de Medicago sativa.
- trips (Frankliniella spp);
- ácaros (Tetranynchus spp).

## Medicago sativagenéticamente modificada
Existe una variedad (Roundup Ready) modificada por ingeniería genética, patentada por Monsanto Co., resistente al herbicida de Monsanto «glifosato».[cita requerida]

## Taxonomía
Medicago sativa  fue descrita por Carlos Linneo y publicado en Species Plantarum, VOL. 2, P. 778–779], 1753.
Etimología
- Medicago: vocablo derivado del  latín mědǐca, -ae, a su vez prestado del griego μηδιχή πόα, hierba de Meda, del persa Mâda; . Documentado en las Geórgicas (1, 215) de Virgilio y Naturalis Historia (18, 144) de Plinio el Viejo , con su sentido original, la Mielga.[23][24]
- sativa: prestado del latín sǎtīva, -a, -um, de sěro, saēvi, sātum, sembrar, o sea 'que proviene de la siembra, cultivada'.[24]

Variedades aceptadas
- Medicago sativa subsp. ambigua (Trautv.) Tutin
- Medicago sativa subsp. microcarpa Urb.
- Medicago sativa subsp. varia (Martyn) Arcang.

Sinonimia
- Medica sativa Lam.
- Medicago afganica (Bordere) Vassilcz.
- Medicago alaschanica Vassilcz.
- Medicago asiática subsp. sinensis Sinskaya
- Medicago beipinensis Vassilcz.
- Medicago grandiflora (Grossh.) Vassilcz.
- Medicago ladak Vassilcz.
- Medicago mesopotamica Vassilcz.
- Medicago orientalis Vassilcz.
- Medicago polia (Brand) Vassilcz.
- Medicago praesativa Sinskaya
- Medicago praesativa subsp. spontanea Sinsk.
- Medicago roborovskii Vassilcz.
- Medicago sativa f. alba Benke
- Medicago sativa var. grandiflora Grossh.
- Medicago sativa var. tibetana Alef.
- Medicago sogdiana (Brand) Vassilcz.
- Medicago tibetana (Alef.) Vassilcz.
- Trigonella upendrae H.J.Chowdhery & R.R.Rao[25]

## Nombres vernáculos
Afalfe, afarfa, alfal, alfalce (2), alfalce bordo, alfalfa (11), alfalfa brava, alfalfa mansa, alfalfa silvestre, alfalfe (5), alfalz, alfance, alfange, alfarfa, alfauce, alfaz, alfás, alholva, almierca, amelca, amielcas, arfarfa (2), carretón (2), carretón borde, ervaye, falfa, farfa, melga (2), merga (2), miajera, mielca (2), mielcón, mielga (10), mielgas, mierga (3), miergas, mierpes, nielga, probayernos, trebolillo, trébol de España, zarza. Entre paréntesis, la frecuencia del vocablo en España, y en negrita los más extendidos.